# Europese weg 34
De Europese weg 34 of E34 is een Europese weg die loopt van het Belgische Westkapelle (Knokke-Heist) tot aan het Duitse Bad Oeynhausen. Het is een aansluitende verbindingsroute tussen de zeehaven van Brugge en de E30 (verder naar Hannover).
Van Knokke tot Assenede is de E34 geen snelweg, maar voorlopig nog een expresweg (de N49). Vanaf Assenede bestaat de route uit autosnelwegen; de A11 en de A21. Tussen Antwerpen en Ranst is de E34 eveneens het tracé van de E313. In Nederland volgt de E34 de A67. In Duitsland volgt de E34 de A40 en de A2. Bij Bad Salzuflen gaat de E34 over in de E30.  
Door UNECE is de route vastgelegd als: Zeebrugge - Antwerpen - Eindhoven - Venlo - Oberhausen - Dortmund - Bad Oeynhausen.

## Plaatsen langs de E34
België
- Knokke-Heist
- Damme
- Maldegem
- Eeklo
- Kaprijke
- Assenede
- Zelzate
- Wachtebeke
- Moerbeke
- Stekene
- Sint-Gillis-Waas
- Beveren
- Melsele
- Zwijndrecht
- Antwerpen
- Wommelgem
- Ranst
- Zandhoven
- Zoersel
- Vorselaar
- Lille
- Vosselaar
- Turnhout
- Oud-Turnhout
- Retie
- Arendonk
- Mol-Postel

Nederland
- Hapert
- Eersel
- Veldhoven
- Eindhoven
- Geldrop
- Lierop
- Asten
- Liessel
- Helden
- Maasbree
- Velden
- Venlo

Duitsland
- Duisburg
- Oberhausen
- Recklinghausen
- Dortmund
- Bielefeld
- Bad Oeynhausen

## Nationale wegnummers
De E34 loopt over de volgende nationale wegnummers:

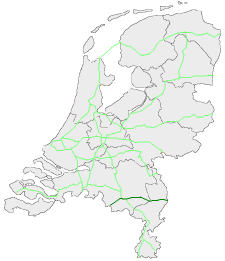
Route in Nederland

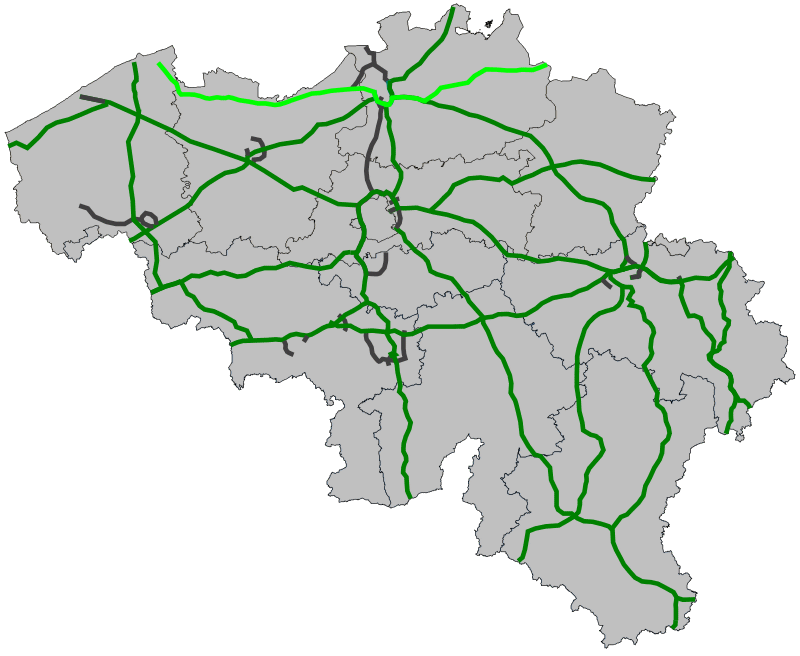
Route in België

| Nummer    | Tracé                       |
| België    | België                      |
| --------- | --------------------------- |
|           | Knokke-Heist - Zelzate      |
|           | Zelzate - Antwerpen         |
|           | Ring Antwerpen              |
|           | Ring Antwerpen              |
|           | Antwerpen - Ranst           |
|           | Antwerpen - Nederland       |
| Nederland |                             |
|           | België - Duitsland          |
| Duitsland |                             |
|           | Nederland - Duisburg        |
|           | Duisburg - Oberhausen       |
|           | Oberhausen - Bad Oeynhausen |